# Firth (Orkney)

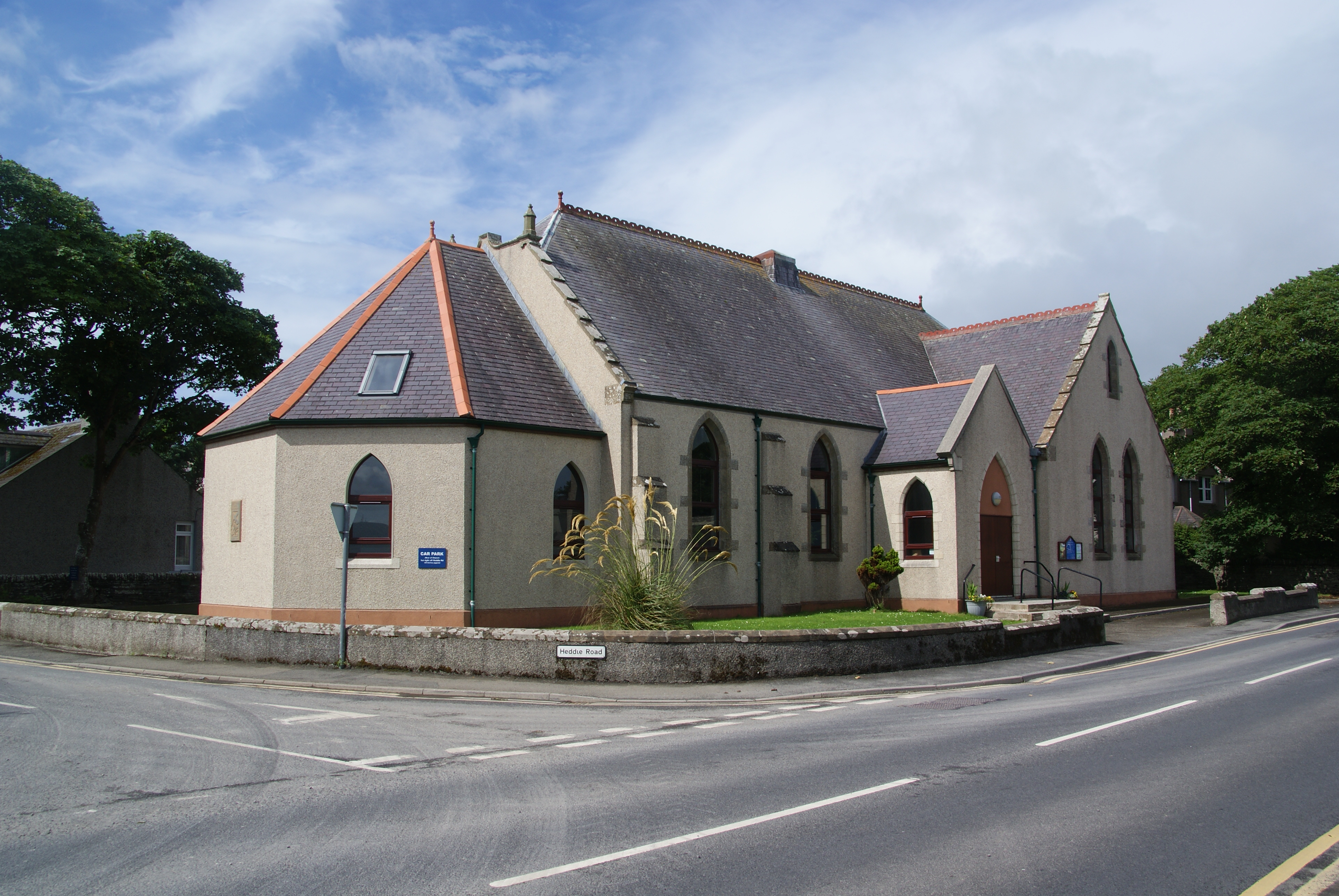
Die Kirche von Firth

Firth ist eine historische Verwaltungseinheit (Civil Parish) auf den Orkneyinseln im Norden von Schottland. Vom Typ her handelt es sich um eine Gemeinde.
Das Gebiet des Civil Parishes liegt im Osten der Insel Mainland am westlichen Ufer der Bucht Bay of Firth. In ihr liegen die kleineren Inseln Damsay und Holm of Grimbister, die ebenfalls zu Firth gehören. Es bildet eine dreieckige Form, an das fünf angrenzende Civil Parishes stoßen. Diese sind Evie and Rendall im Norden, Birsay and Harray im Nordwesten, Stenness im Südwesten, Orphir im Süden und Kirkwall and St Ola im Osten. Größere Ortschaften in der Nähe sind Stromness, etwa 12 Kilometer im Südwesten sowie Kirkwall, etwa 10 Kilometer im Südosten.
Unter den zugehörigen Ortschaften sind Cursiter, Finstown und Grimbister.
Ende des 20. Jahrhunderts wurde die Civil Parishes Stenness und Firth zur Community Council Area Firth and Stenness vereinigt.